# أكروتيري
أكروتيري هي مستوطنة من الحضارة المينوسية في العصر البرونزي تقع في جزيرة سانتوريني اليونانية البركانية (ثيرا). تم تدمير المستوطنة في انفجار ثيرا البركاني قرابة العام 1500 قبل الميلاد ودفنة في الرماد البركاني، الامر الذي ساعد في حفظ بقايا الرسوم الجدارية بحالة جيده وحفظ العديد من المجسمات والأعمال الفنية. وقد اقترح ان تكون المستوطنة بمثابة الإلهام المحتمل لقصة أطلانطس للكاتب أفلاطون. وقد تم الكشف عن الاثار في الموقع منذ عام 1967.

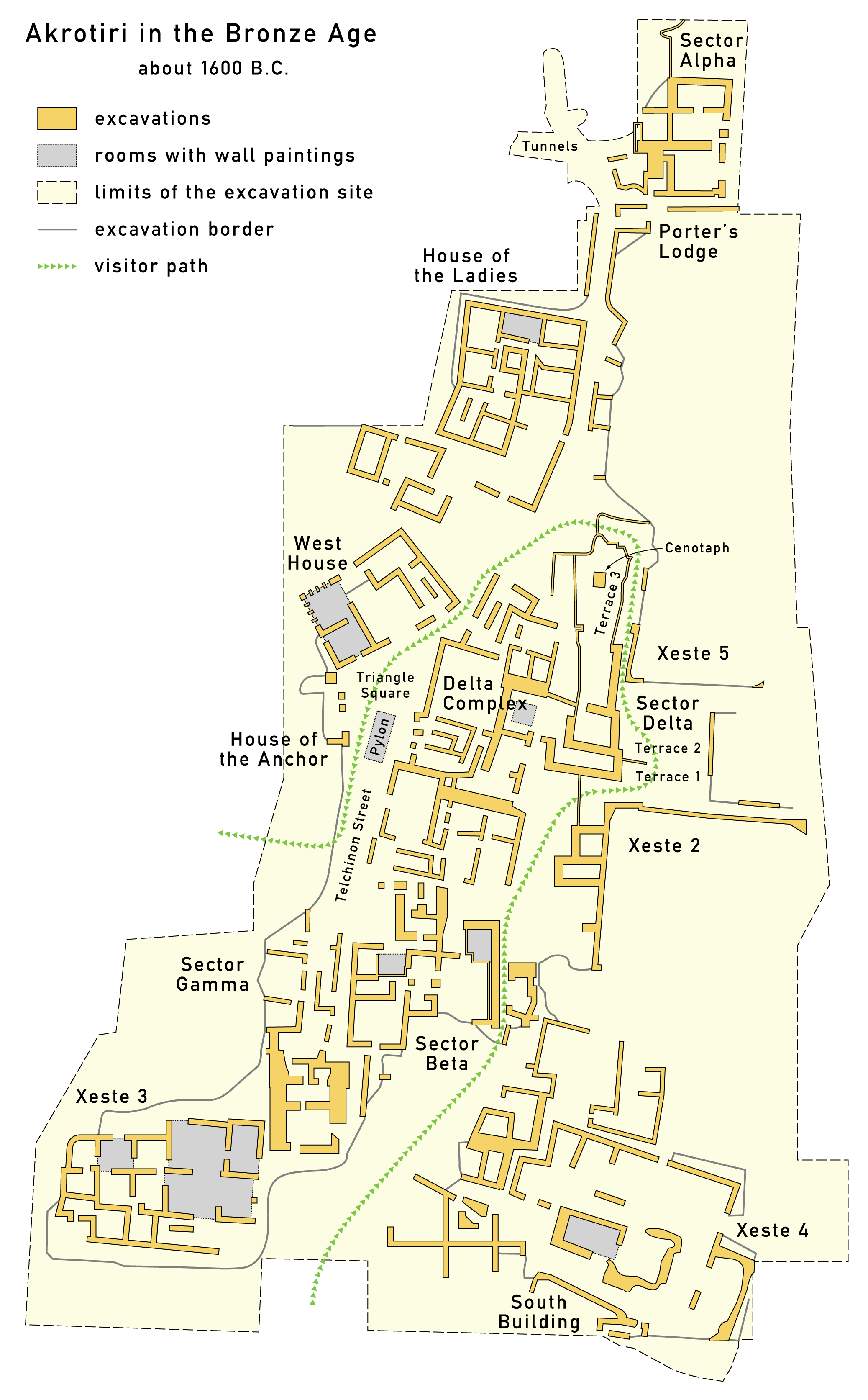
خريطة تخطيط أكروتيري في العصر البرونزي

## مستوطنة الحضارة المينوسية

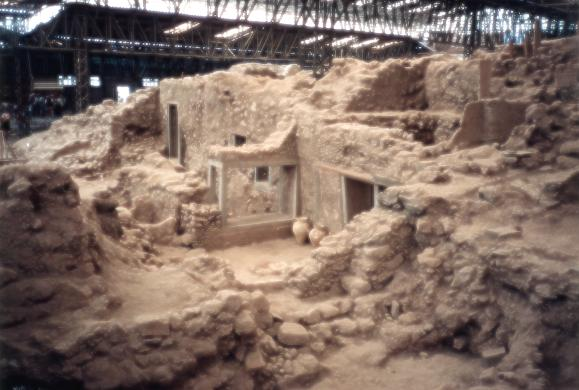
موقع التنقيب

يعد موقع تنقيب أكروتيري الواقع في جزيرة سانتوريني اليونانية البركانية مستوطنة مرتبطه بالحضارة المينوسية في العصر البرونزي، بسبب استخدام نظام الكتابة «أي» في النقوش والتشابه القريب في انماط القطع الاثرية والتصوير الجصي في الجدران. سمية الاكتشافات الأثرية باسم قرية يونانية حديثة تقع على تل مجاور . لعدم معرفة اسم الموقع في العصور القديمة. دفنت آكروتيري في انفجار ثيرا البركاني في منتصف الألفية الثانية قبل الميلاد. (خلال الفترة الاخيرة للحضارة المينوسية) نتيجة لذالك، وجدت اثار بومبي الرومانية بعدها، التي وبشكل ملحوظ حافظت عليها. تم اكتشاف العديد من اللوحات الجدارية  و الفخار والأثاث وشبكات الصرف الصحي المتطورة والمباني المكونة من ثلاث طوابق في الموقع، الذي بدأ العمل في التنقيب به عام 1967 من قبل عالم الأثار اليوناني سبيريدون ماريناتوس. اعتقد بعض المؤرخين أن هذه المستوطنة والكارثة التي تركتها غير معروفة في التاريخ، كما لو كانت الإلهام وراء قصة آطلانطس للكاتب أفلاطون، كما ذكرت في حواراته تيماوس وكريتياس. تم وضع القطع الأثرية المكتشفة في متحف بعيد عن الموقع الأثري (متحف ثيرا ماقبل التاريخ)، مع العديد من القطع والأعمال الفنية المعروضة في المتحف. تم العثور على قطعة ذهبية واحده فقط كانت مخبأة تحت الأرضية ولم يتم العثور على بقايا عظام بشرية غير مدفونة. مما يشير إلى اجرى عملية إخلاء منظمة كانت السبب في قلة الخسائر في الأرواح. قام الفريق ببناء هيكل سقف حديث يهدف إلى حماية الموقع، إنهار السقف قبيل الانتهاء في عام 2005 مما أسفر عن مقتل زائر واحد. لم يتسبب انهيار السقف بآي اضرار للأثار. ونتيجة لذالك تم إغلاق الموقع للزوار حتى أبريل 2012.

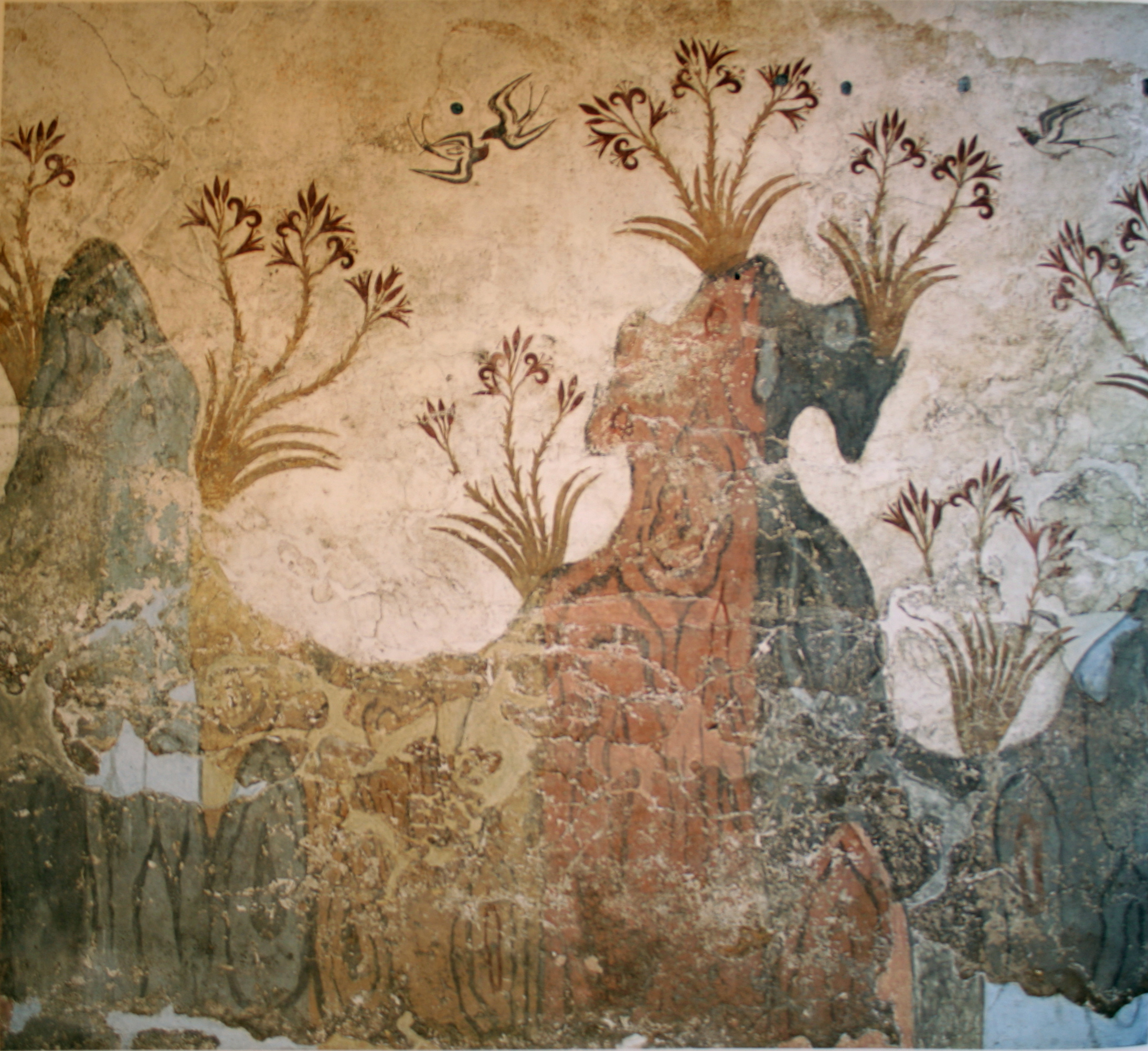
زهور الربيع وطائر السنونو